# Николай (Феодосьев)
Архиепископ Николай (в миру Николай Андреевич Феодосьев; 1 (13) февраля 1893, село Зайцево-Никитовка, Бахмутский уезд, Екатеринославская губерния — 22 сентября 1972, Чебоксары) — епископ Русской православной церкви, епископ Чебоксарский и Чувашский.

## Биография
Родился 1 февраля 1893 года в селе Зайцево-Никитовка Бахмутского уезда, Екатеринославской губернии (ныне Донецкая область) в семье протоиерея. Потомок (в шестом поколении) греческого священника Иосии Феодосиса, прибывшего в Россию в числе переселенцев из Греции во второй половине XVIII века.
В 1907 году окончил Бахмутское духовное училище.
В 1913 году окончил Екатеринославскую духовную семинарию и определён псаломщиком при Александро-Невской церкви посёлка Ртутный Рудник (ныне Горловка, Донецкая область).
Мобилизован на службу в военную канцелярию полка Красной Армии, остановившегося в его родном селе.
В июле 1921 года рукоположен во священника и назначен на приход в селе Ряженое (ныне Матвеево-Курганский Ростовской области).
В 1929 году был репрессирован, отбывал наказание на работах на Беломорканале в Белбалтлаге.
В 1935 году овдовел.
В 1943 году, во время оккупации, будучи настоятелем Свято-Никольского храма Таганрога, пострижен в монашество и возведён в сан архимандрита епископом Таганрогским Иосифом (Черновым).
После войны вновь повергся репрессиям. В 1956 году реабилитирован.
С 1956 года — настоятель Преображенского кафедрального собора Полтавы (закрыт и снесён в 1962 году).
3 апреля 1960 года в трапезном храме Троице-Сергиевой лавры хиротонисан во епископа Чебоксарского и Чувашского. Хиротонию совершали: архиепископ Куйбышевский и Сызранский Мануил (Лемешевский), архиепископ Ташкентский и Среднеазиатский Ермоген (Голубев), епископ Оренбургский и Бузулукский Михаил (Воскресенский) и епископ Дмитровский Пимен (Извеков).
В 1971 принимал участие в Поместном соборе РПЦ. 9 сентября 1971 года возведён в сан архиепископа.
Скончался 22 сентября 1972 года после продолжительной болезни. По завещанию похоронен в Таганроге, на новом городском кладбище.